# Sockervadd

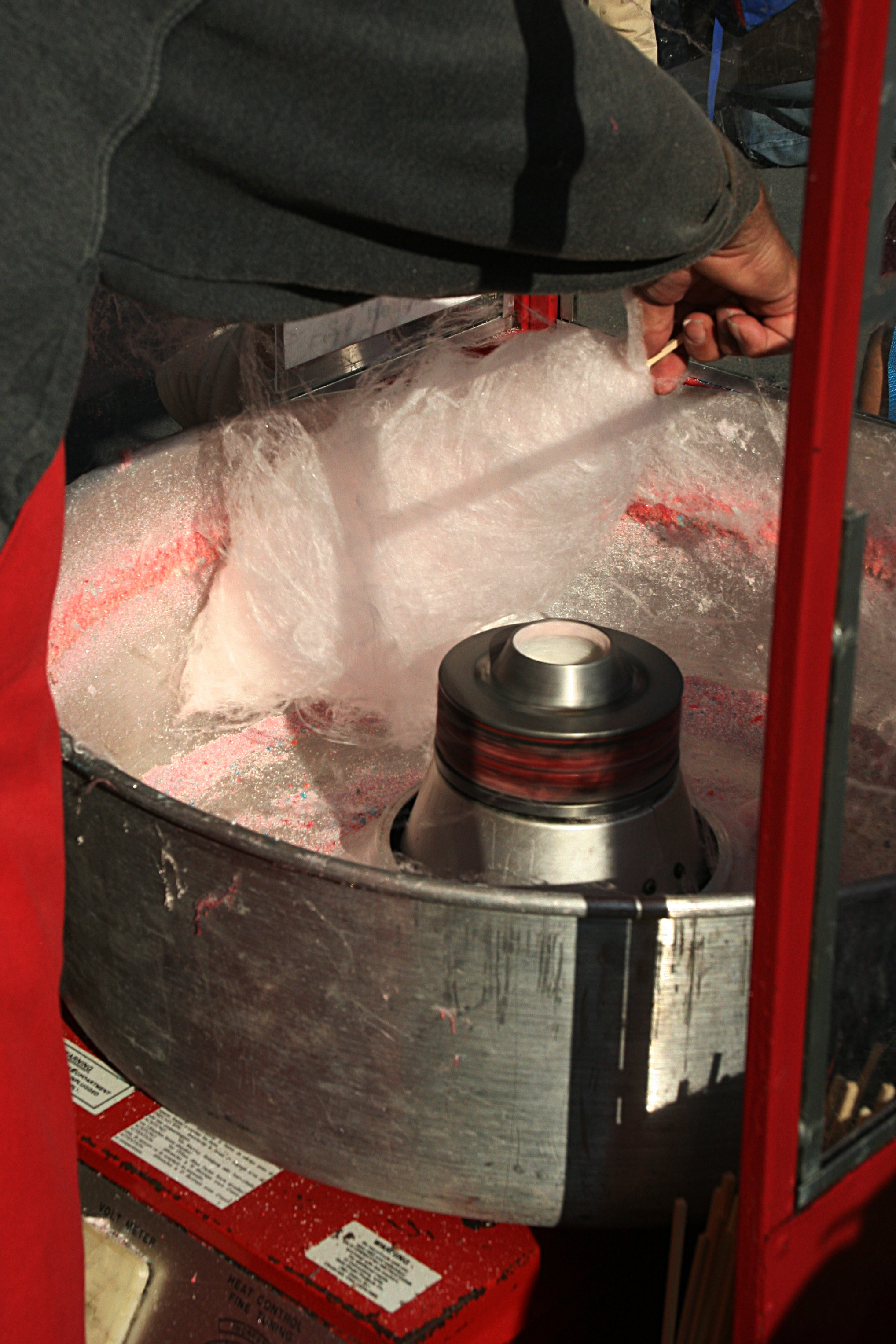
Sockervadd som blir spunnen i en sockervaddmaskin.

Sockervadd, även spunnet socker, är en sötsak som görs av socker som smälts och dras ut till tunna trådar för att sedan samlas upp till en boll av vaddliknande massa. En sockervadd innehåller ungefär två matskedar socker.
Sockervadd förekommer oftast på nöjesparker och marknader, men nu för tiden finns även mindre sockervaddsmaskiner för hemmabruk. 
Sockervadd finns också att köpa på burk i vissa livsmedelsbutiker, kiosker och souvenirbutiker.

## Tillverkning
Ursprungligen gjordes spunnet socker för hand av konditorer, genom att doppa lämpligt redskap (gaffel, risviska eller liknande) i smält socker(lag), och sedan skaka ut det rinnande sockret till trådar. Detta sker fortfarande för mindre dekorationer av bakverk, men huvuddelen av tillverkningen sker maskinellt.

Strösocker hälls i en behållare med små hål, i mitten av sockervaddsmaskinen. Genom att blanda karamellfärg i sockret kan vadden färgas, på samma sätt kan olika smaksättare tillsättas. När maskinen sätts igång börjar behållaren rotera så att sockret trycks ut mot kanterna, där ett värmeelement värmer sockret tills det börjar smälta och pressas ut genom hålen till en större behållare samtidigt som det svalnar och stelnar till. Då bildar sockret tunna trådar som fastnar i varandra och fångas upp på exempelvis en pappstrut.

## Företag
Det svenska företaget Evanoff Production Company, med tillverkning i Polen, har sålt sockervadd på burk sedan mitten av 2000-talet, både i Sverige och resten av EU.

## Fotogalleri

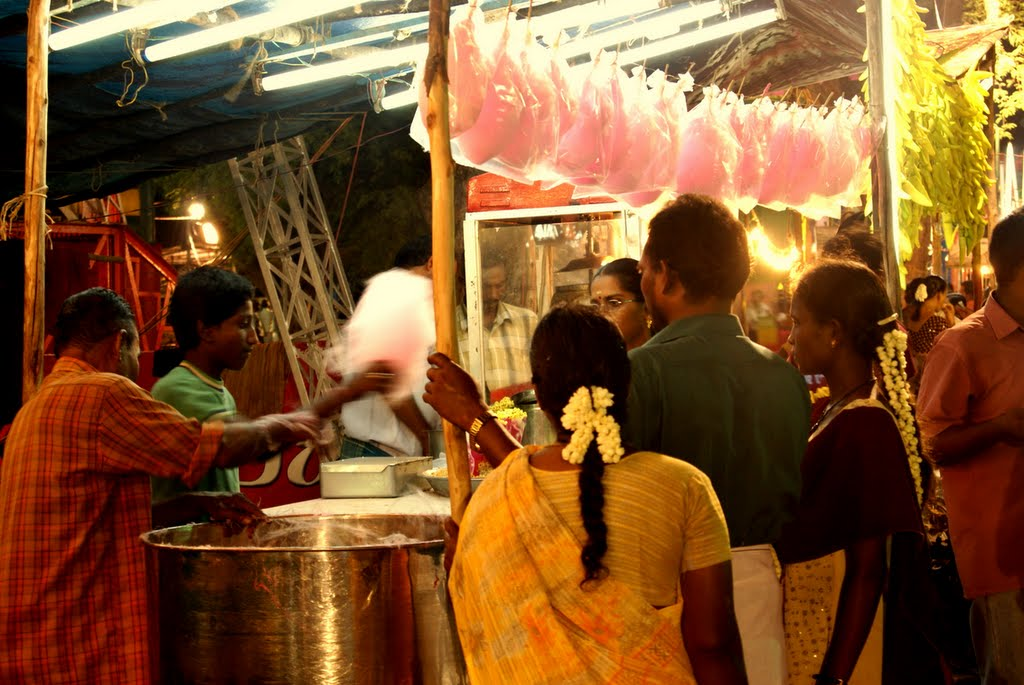
Sockervadd i Indien.
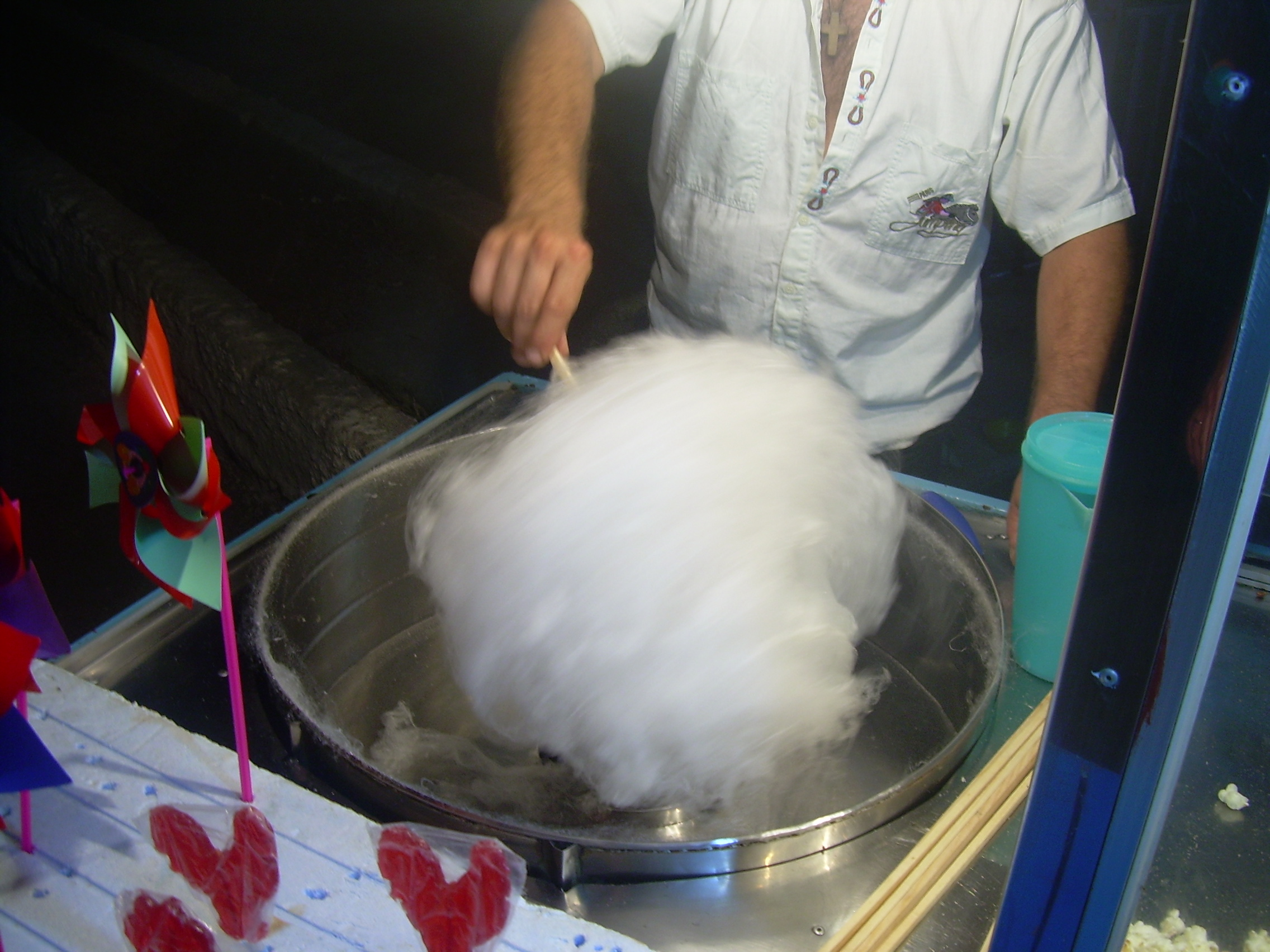
Tillverkning av sockervadd.
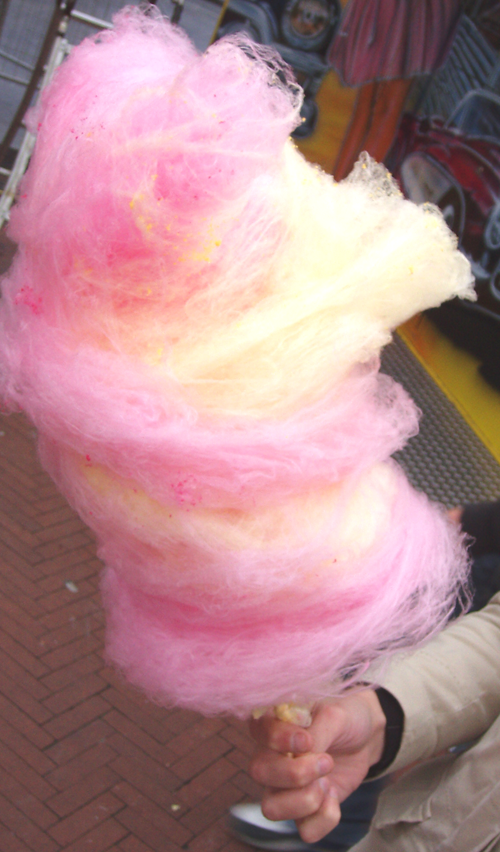
Färdig sockervadd, créme- och rosafärgad.